# Odi et amo
Odi et amo (с лат. — «Ненавижу и люблю»), Catullus 85, Catvlli Carmen LXXXV — знаменитое стихотворение-двустишье древнеримского поэта Катулла, включённое в «Книгу Катулла Веронского» под номером 85. Размер стихотворения — элегический дистих, состоит из 14 слов. Художественный эмоциональный эффект стихотворения достигается противопоставлением двух полярных чувств — ненависти и любви.
Зачастую, как крылатое латинское выражение, передаётся в сокращённой форме, первыми и последними словами: «Odi et amo. Excrucior» — «Ненавижу и люблю. Измучен».

## Характеристика
В греческой поэзии основной образ этого двустишия впервые появляется у Анакреонта (фр. 79: «Люблю и не люблю тебя, / И буйствую и не буйствую…»), а потом становится темой обсуждения философов («чрезмерная любовь, говорит Феофраст, часто бывает причиною возникновения ненависти», — Плутарх, «Катон Старший», 37) и из греческой комедии переходит к Теренцию («Евнух», 72: «и тошно, и любовь горит»).
Ф. А. Петровский пишет: «замечательное свойство Катулла это — его умение заострять, делать живой любую, даже самую затасканную мысль, если она по существу глубока и правильна; мало того, выразить её так, что она представляется личной, именно Катулловой мыслью, отражением именно его чувства, и представляется читателю поэтическим откровением. Эта особенность Катулла, ставящая его на выдающееся место среди мировых лириков, ярко проявляется в стихах, относящихся к роману с Лесбией. Лучший пример — его удивительное двустишие (85)… А ведь мысль этого двустишия — одно из ходячих „общих мест“ любовной риторики. В римской литературе мы находим эту мысль и в основе 72 и 75-го стихотворений самого Катулла, и у Овидия („Любовные элегии“, II, 4, 5), и уже у Теренция в комедии „Евнух“ (ст. 72) в лаконичной формуле: et taedet et amore ardeo („и досадую и горю от любви“).»

М. Гаспаров пишет, что по сходству с другими стихотворениями Катулла (с №№ 72 и 75), считается, что эти строки относятся к его возлюбленной Лесбии: в частности, заключительный образ (excrucior) перекликается с «Вар мой с площади раз к своей подружке…». Не поддается точному переводу игра глагольных форм, объединяющих вопрос и ответ: «…ты спросишь, почему я это делаю! Не знаю, но что со мною делается, я чувствую…»

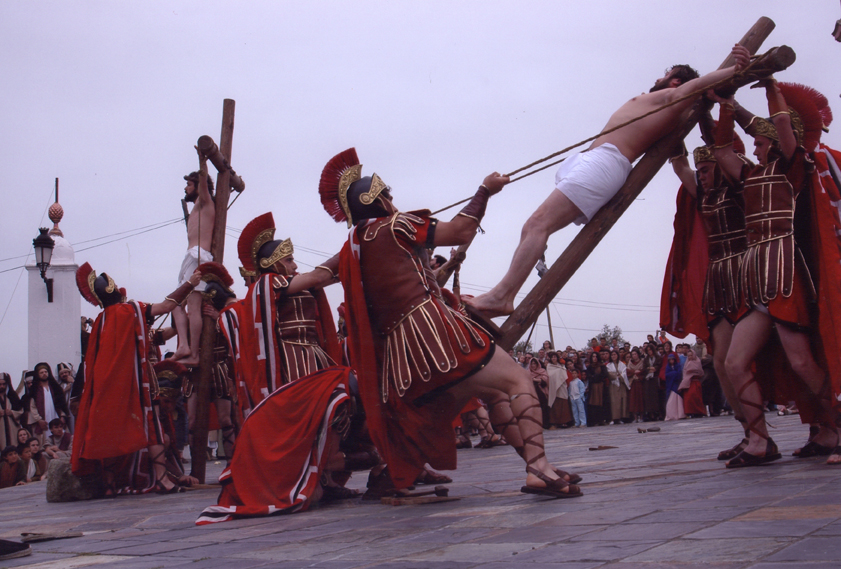
Реконструкция казни через распятие (crux). На фото хорошо видны верёвки.

Контраст двух чувств служит предметом эпиграммы, которой и положено описывать удивительные, вызывающие недоумение и восхищение вещи. Но это не только чувства — для римлянина глаголы «ненавижу» и «люблю» означали прежде всего деятельное проявление и вражды, и желания. В число таких действий входили и высказывания: бранные стихи Катулла против Лесбии — не просто описание ненависти, а враждебный акт; стихи о поцелуях — не просто описание желания, а сам акт требования или мольбы. Эти действия характерны именно для свободного человека — только он может открыто враждовать и желать. Но когда безымянный собеседник спрашивает: «Почему ты это делаешь?» — в ответе активный глагол заменён пассивным (вместо «делаю» — «делается»), а свободный человек оказывается в положении раба (вместо «ненавижу и люблю» — «терплю пытку»).
Остановимся на значении глагола excrucior: (1.sg.ind.praes.pass) «я страдаю» (пассивный залог), можно увидеть, что корнем его является латинское слово crux (f.) — не только крест (орудие распятия), но так же и орудие пыток в форме (Т или +), растягивающее тело во все направления. В конечном итоге значение действительно — «я страдаю», но причина этому является то, что «моё тело растягивается во всех направлениях». Образ распятия на кресте Катулл также обыгрывает в стихотворении 99, обращенном к его возлюбленному Ювенцию; а также упоминает в стихе 76, 10 (также обращенном к Лесбии).

## Переводы на русский
Е. В. Свиясов в своем библиографическом словаре приводит на 1998 год следующие русские переводы:
- Водовозов В. «Я ненавижу, люблю, люблю… зачем это делаю, спросишь?..», [1850-е гг.] //Водовозов В. И. Переводы в стихах и оригинальные стихотворения. СПб., 1888. С. 293.
- Тамбовский А. П. «Я ненавижу и вместе люблю. — Как же это?..» / / Тамбовский А. П. Триумф любви. СПб., 1895. С. 52.
- Корш Ф. Е. «Любовь и ненависть кипят в душе моей…» / / Корш Ф. Е. Римская элегия и романтизм. М., 1899. С. 32; РЛ. 1939. С. 169; Катулл. Книга стихотворений. М., 1986. С. 117.
- Уманов-Каплуновский В. В. «Я ненавижу её и люблю и, если ты спросишь…» // Уманов-Каплуновский В. В. Мысли и впечатления. СПб., 1899. С. 254.
- «Я ненавижу и люблю…» / / Гермес. 1910. № 16. С. 426; РЛ. 1939. С. 169; Катулл. Книга стихотворений. М., 1986. С. 120. — Подпись: Згадай-Северский.
- Байкин В. «Я, ненавидя, люблю. Зачем, быть может, ты спросишь…» / / Байкин В. Антология. М., 1918. С. 7.
- Пиотровский А. «Да! Ненавижу и все же люблю. Как возможно, ты спросишь?..» // Катулл. Книга лирики. Л., 1929. С. 52; Там же. 2-е изд. 1929. С. 49; Лирика. М., 1957. С. 43; Книга стихотворений. М., 1986. С. 130.
- Голосовкер Я. Э. «И ненавижу её и люблю. Это чувство двойное!..» / / Поэтылирики древней Эллады и Рима. М., 1955. С. 76; Там же. 1963. С. 94.
- Петровский Ф. А. "И ненавижу её и люблю. «Почему же?44— ты спросишь…» // История римской литературы. М., 1959. T. 1. С. 330; Валерий Катулл. Альбий Тибулл. Секст Проперций. М., 1963. С. 138; АЛ. 1968. С. 368; Парнас. М., 1980. С. 233.
- Вулих Н. В. «Я ненавижу любя. Возможно ли это, ты спросишь…»/ / Чистякова Н. А., Вулих Н. В. История античной литературы. Л., 1963. С. 217; Там же. М., 1971. С. 309.

В последующие годы его также перевели:
- Анри Волохонский, Максим Амелин, Рахель Торпусман и др.[5]

## В культуре
- Марциал написал стихотворение-пародию:

Ох, не люблю я тебя, / Сабидий! За что? Да не знаю.
Знаю только одно: / ох, не люблю я тебя!Оригинальный текст (лат.)Non amo te, Sabidi, / nec possum dicere — quare;
Hoc tantum possum / dicere: non amo te.
- Валерий Брюсов написал одноимённое пространное стихотворение, импровизируя на тему Катулла.
- Три малоизвестных одноимённых кинофильма — итальянский (1998), немецкая короткометражка (2007) и канадский сериал «Odi et Amo: Of Love and Hate» (2005).

В музыке:
- Словенский композитор эпохи Ренессанса, автор духовной музыки Галлус Якоб «Odi et amo», No. 19 of Moralia (1596)
- Карл Орф положил его на музыку в своей кантате «Catulli Carmina».
- «Odi et amo» — композиция из альбома Englabörn исландского композитора и музыкального продюсера Йохана Йоханнссона
- Современный композитор, работающий в жанре классической музыки: Carson P. Cooman, «Odi et amo», op. 120 no. 2 (1999), from Two Catullus Songs, no. 2.
- «Odi et amo», муз. проект Кирилла Голянского.
- Петербургский композитор Н. Драницын написал смешанный хор с соло сопрано и тенора на эти стихи.